# Mimbaste
Mimbaste is een gemeente in het Franse departement Landes (regio Nouvelle-Aquitaine). De plaats maakt deel uit van het arrondissement Dax. Mimbaste telde op 1 januari 2022 992 inwoners.

## Geografie
De oppervlakte van Mimbaste bedroeg op 1 januari 2022 20,6 vierkante kilometer; de bevolkingsdichtheid was toen 48,2 inwoners per km².

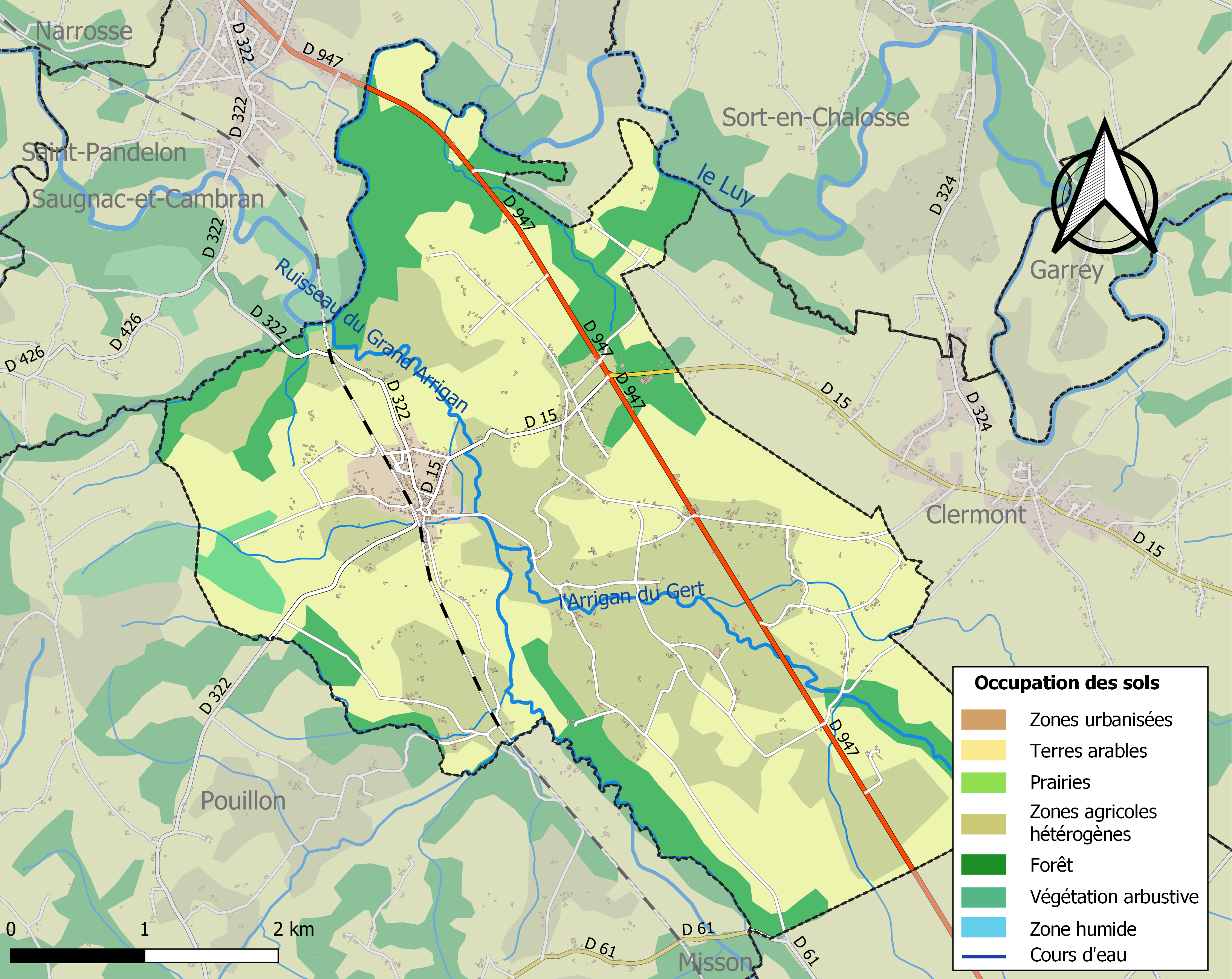
Kaart van de gemeente met de belangrijkste infrastructuur, bodemgebruik en omliggende gemeenten

## Demografie
Onderstaande figuur toont het verloop van het inwonertal (bron: INSEE-tellingen).